# Noordmolen (Hof van Twente)
De Noordmolen is een watermolen in de Nederlandse gemeente Hof van Twente. Hij ligt in het noordoosten van de buurtschap Deldeneresch. Vroeger was het een dubbele watermolen. Tegenwoordig resteert alleen de oliemolen, bestemd voor het slaan van olie uit lijnzaad. Van oudsher hoort de Noordmolen bij het landgoed Twickel.
De Noordmolen ligt aan de Oelerbeek die benedenstrooms (beneden de watermolen) als de Azelerbeek verder stroomt. De oliemolen ligt op de linkeroever en is geheel bedrijfsvaardig. De op de rechteroever gelegen korenmolen die twee raderen had, werd in 1831 afgebroken. Sinds 1990 wordt de molen dankzij de inzet van vrijwilligers in bedrijf gehouden.

## Geschiedenis
De oudste bekende vermelding waaruit het bestaan van de Noordmolen blijkt, stamt uit 1347. Toen kocht Herman I van Twickelo “Huize Eijsink” van Berend van Hulscher. In de koopakte is ook sprake van een katerstede die door Hasike to der Nortmolen en haar zuster wordt bewoond.

Tegenover de huidige oliemolen stond vroeger ook nog een korenmolen. Deze is in 1831 afgebroken.

## Restauratie
De molen is verschillende malen gerestaureerd, zoals door gedenkstenen in de kademuren nog is te zien. In 1917 werd de molen hersteld, maar stilstand  mede door gebrek aan water  leidde opnieuw tot verval. In de jaren 1976-1978 is het molengebouw opnieuw gerestaureerd in opdracht van de Stichting Twickel. In 1984 kreeg de molen een nieuw waterrad, dat door de Rotaryclub Delden-Borne werd geschonken. In 1989 werd de restauratie van het interieur afgerond. In 2006 was weer een grote reparatie noodzakelijk. Niet alleen de molen, maar ook het molenrad, de kademuren en brug waren aan renovatie toe. Daarnaast moest er vanwege de Arbowet een molenaarshuis worden bijgebouwd. Dit verblijf is zo veel mogelijk volgens de oude technieken, die bij de molenbouw werden toegepast, opgetrokken. Dit zeer grote renovatieproject kon mede dankzij Europese subsidie (Leader+-project) gerealiseerd worden.

## Bedrijfsgangen

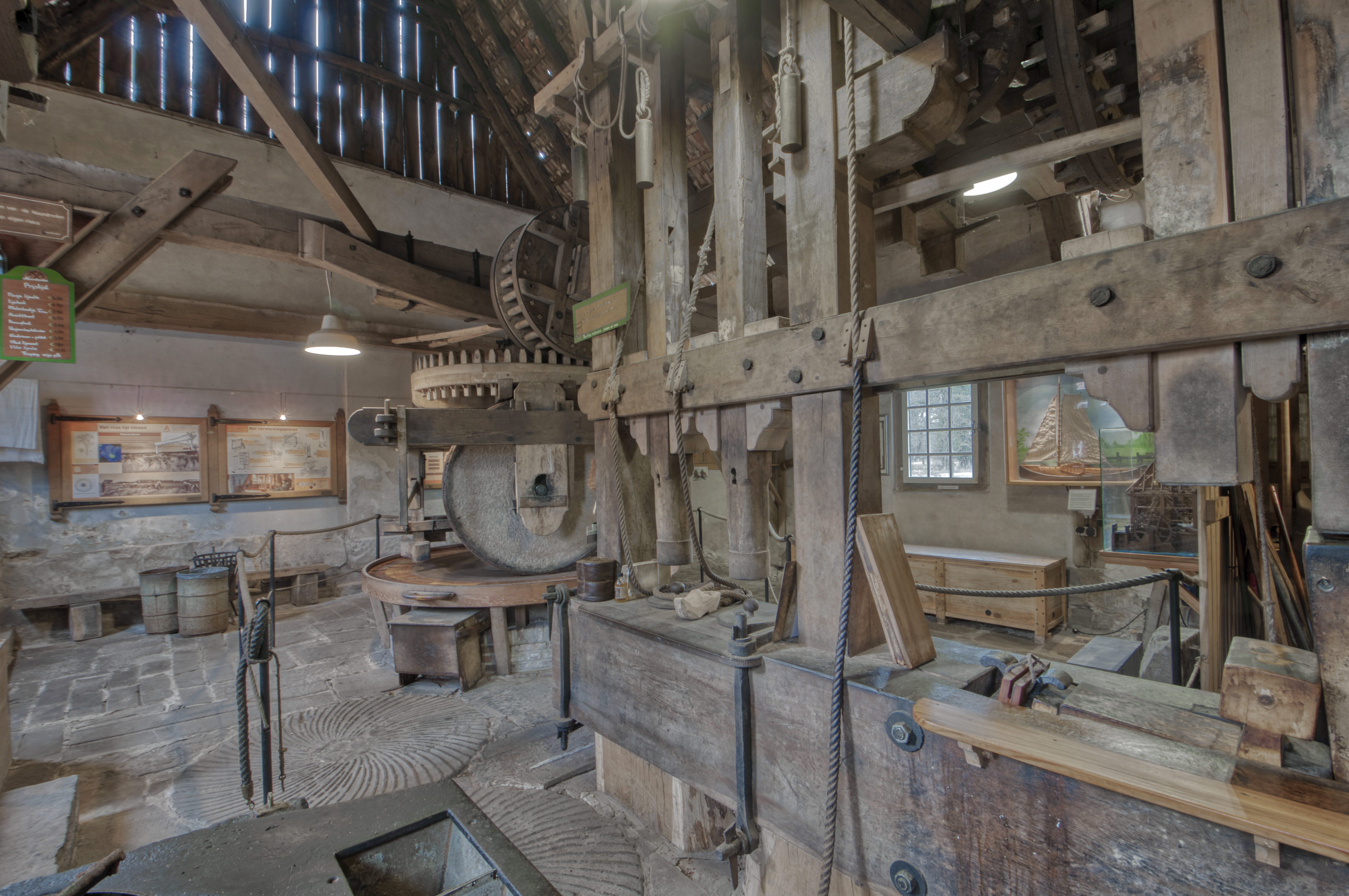
Interieurfoto van de Noordmolen, waarop de kollergang linksachter staat (en de slagbank rechtsvoor).

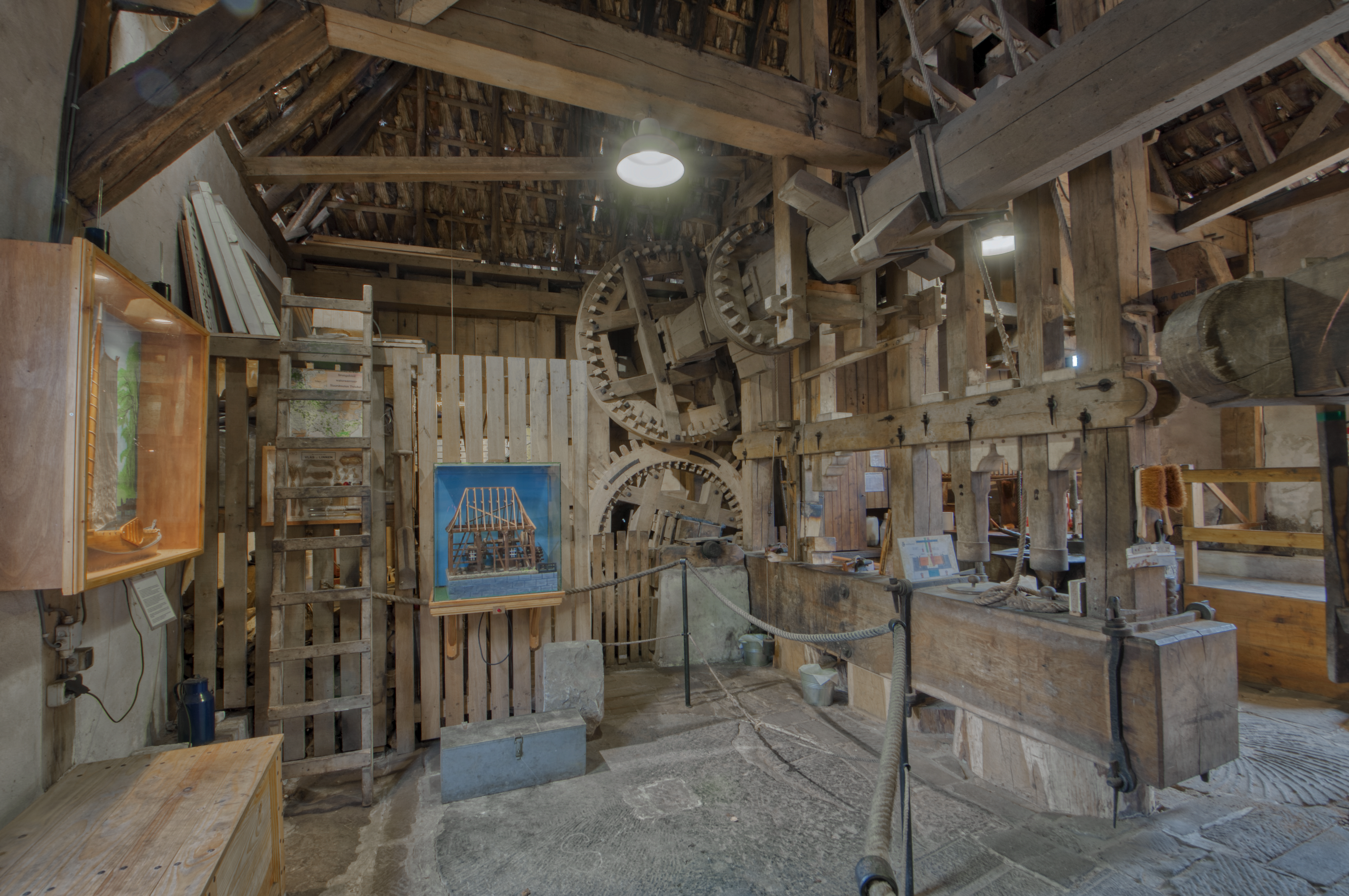
Interieurfoto van de Noordmolen, met de achterzijde van de slagbank.

In de Noordmolen op landgoed Twickel bij Ambt Delden wordt olie geslagen uit lijnzaad (vlaszaad). Dit gebeurt in drie bedrijfsgangen.
1. De eerste bedrijfsgang is het kneuzen van het lijnzaad, dit gebeurt op de kollergang. De kollerstenen (kantstenen) kneuzen het lijnzaad tot lijnzaadmeel. De strijker strijkt het weg spattende zaad weer onder de kollerstenen. Is het zaad voldoende gekneusd, dan laat de molenaar de afloper zakken en opent hij de afloopschuif, waarmee het lijnzaadmeel in de meelbak valt.
2. De tweede bedrijfsgang is het verwarmen van het lijnzaadmeel. Het verwarmen gebeurt op de vuister. Dit is een uit zandsteen opgebouwde vuurhaard afgedekt met een stalen plaat. Hierop ligt een bodemloze pan waarin het lijnzaadmeel wordt verwarmd tot circa 40 °C. Als het meel is opgewarmd schuift de molenaar de pan met de inhoud over de trechters (kaar), waarna het meel in de twee opgehangen buulen (zakken) valt.
3. De derde bedrijfsgang is het slaan van lijnolie. Dit olie slaan vindt plaats op de persbank (slagbank). De buulen worden hier tussen een persplank gelegd en daarna in de persbank geplaatst. Door middel van een vallende slaghei wordt de slagbeitel naar beneden geslagen waardoor er druk komt op het lijnzaadmeel. Dit wordt vloeibaar waardoor de lijnolie uit de buul wordt geperst.

## Stichting Beheer Noordmolen Twickel
De molen is vanaf 1 januari 2010 ondergebracht in de “Stichting Beheer Noordmolen Twickel”. De Stichting Twickel blijft eigenaar en voert ook het groot onderhoud uit. Het klein onderhoud wordt uitgevoerd door een groep vrijwillige molenaars. Zij zorgen ervoor dat de molen kan blijven draaien.

## Varia

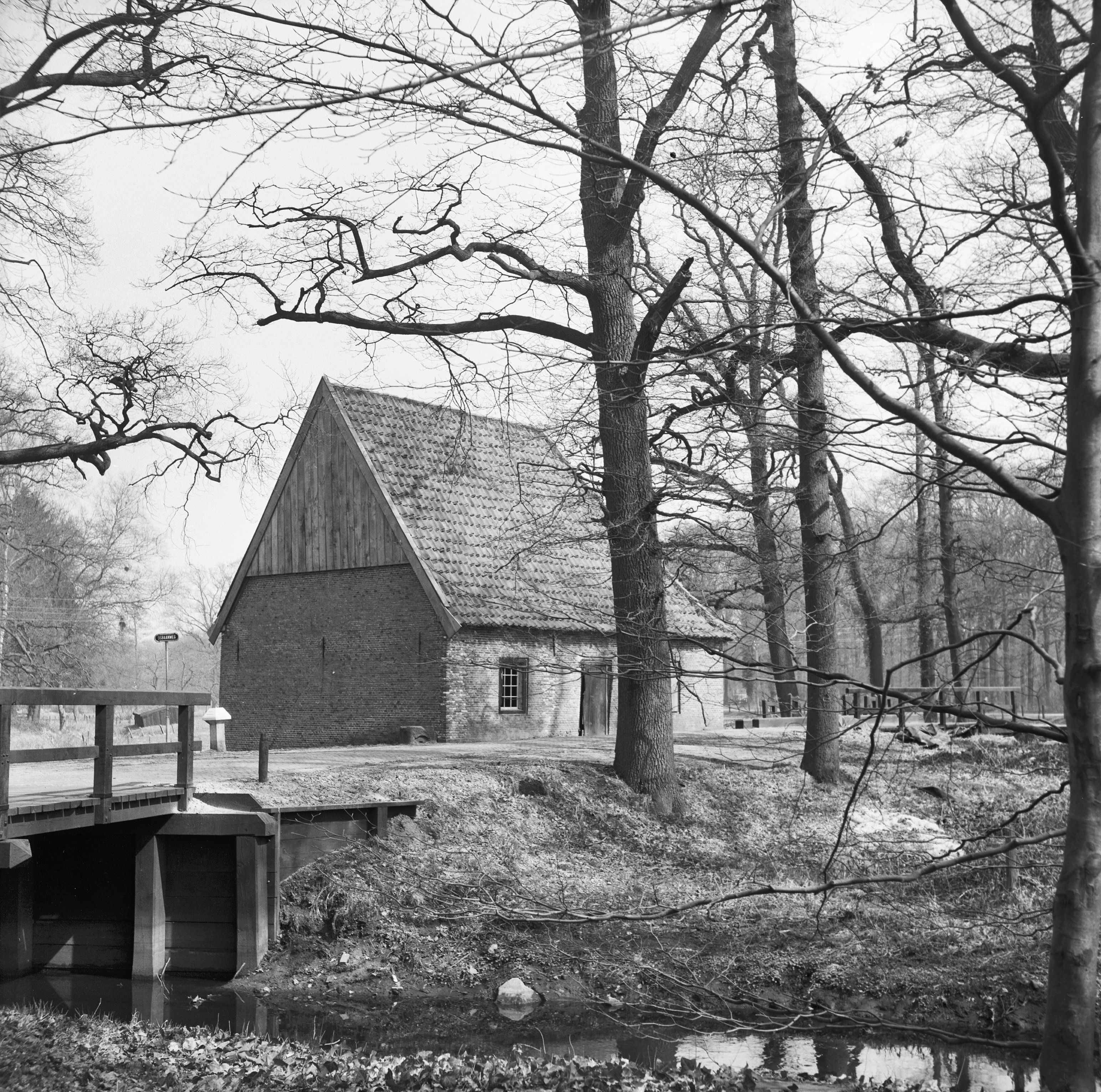
Overzicht watermolen De Noordmolen.

- Op 5 december 2017 is het oude ambacht van molenaar door UNESCO ingeschreven op de Representatieve Lijst van Immaterieel Cultureel Erfgoed van de Mensheid. Het is het eerste Nederlandse ambacht dat is opgenomen op deze lijst.[1]
- In samenwerking met Koren- en Oliemolen Woldzigt, Oliemolen Eerbeek en de Noordmolen zelf is tevens het ambacht "olieslaan" op 6 december 2023 ingeschreven in de Inventaris Immaterieel Erfgoed Nederland.[2]

## Fotogalerij

De Noordmolen in de natuurlijke omgeving
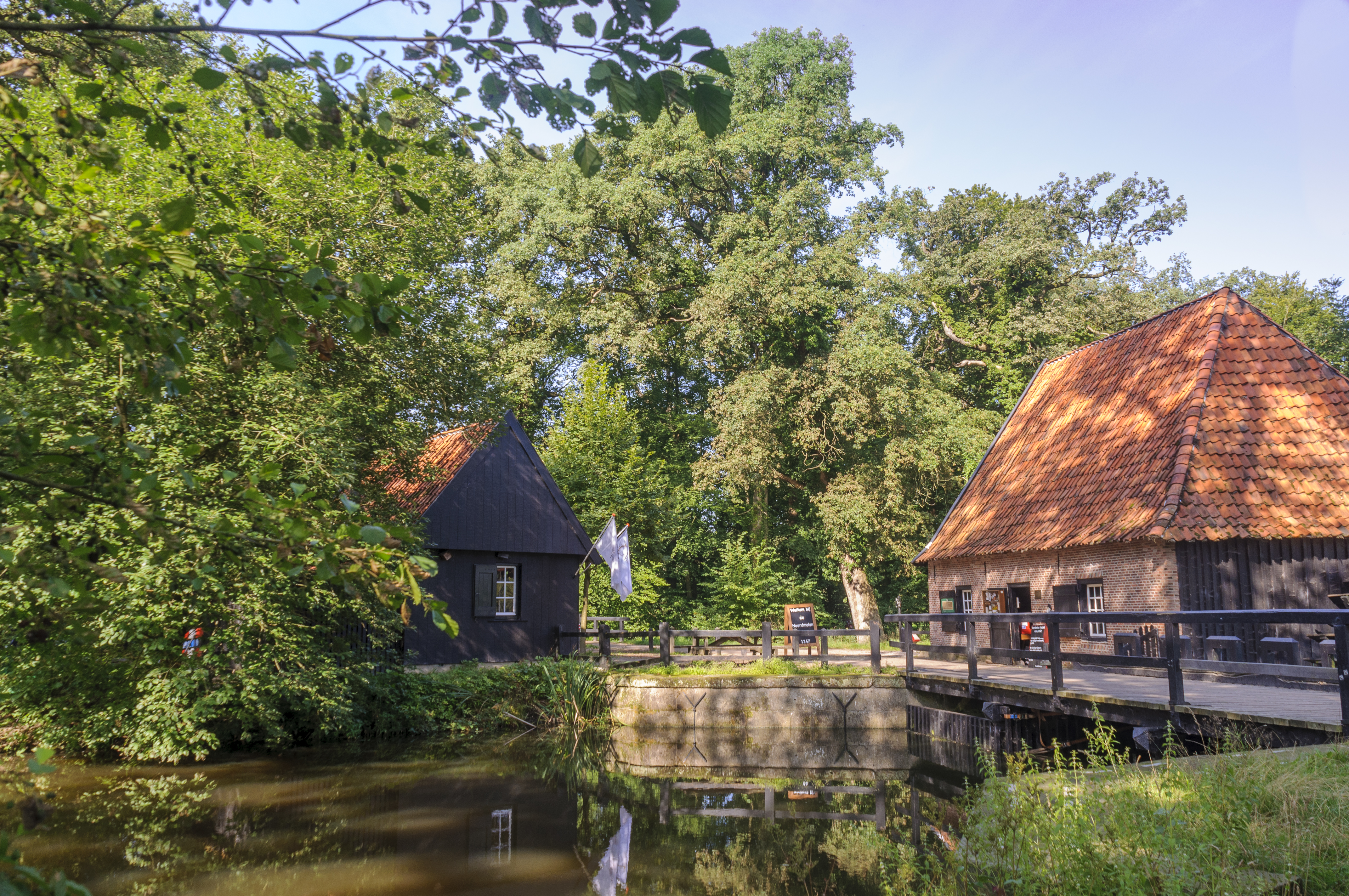
De Noordmolen naast het molenaarshuis gezien vanaf de Oelerbeek
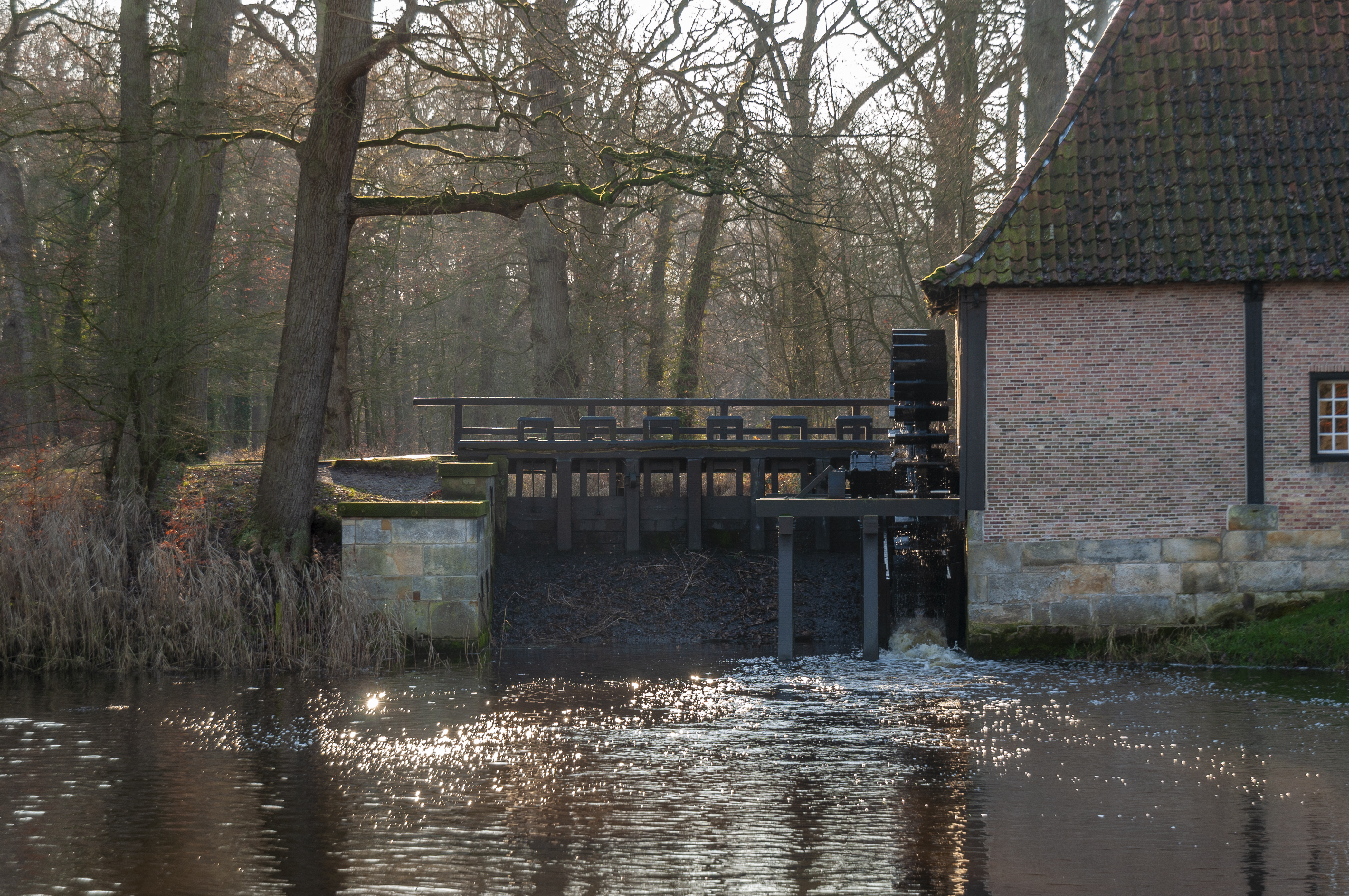
De stuw van de Noordmolen gezien vanaf de Azelerbeek
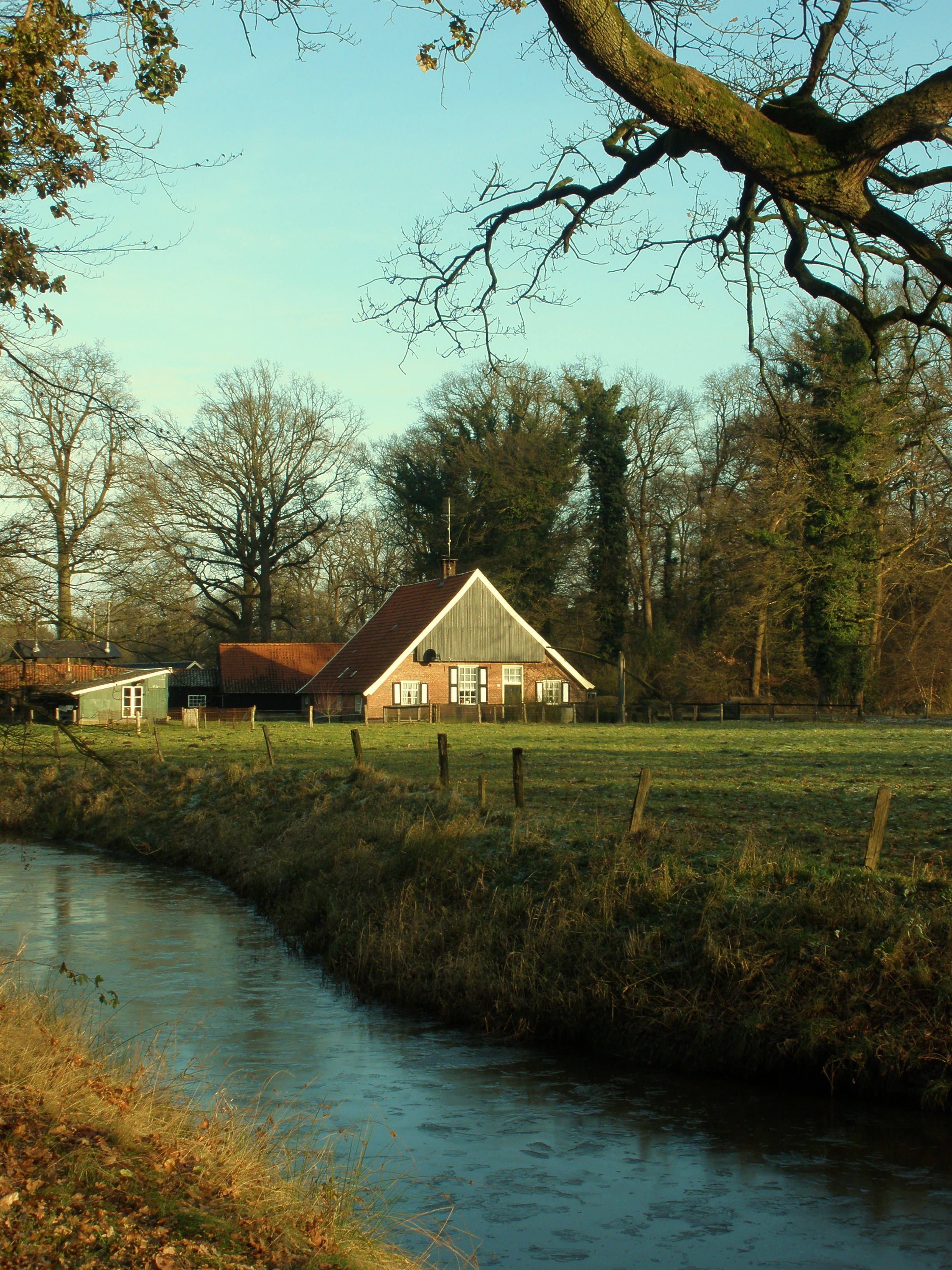
De boerderij Olieslager waar vroeger de oliemolenaar (olieslager) van de Noordmolen woonde

De Noordmolen in bedrijf
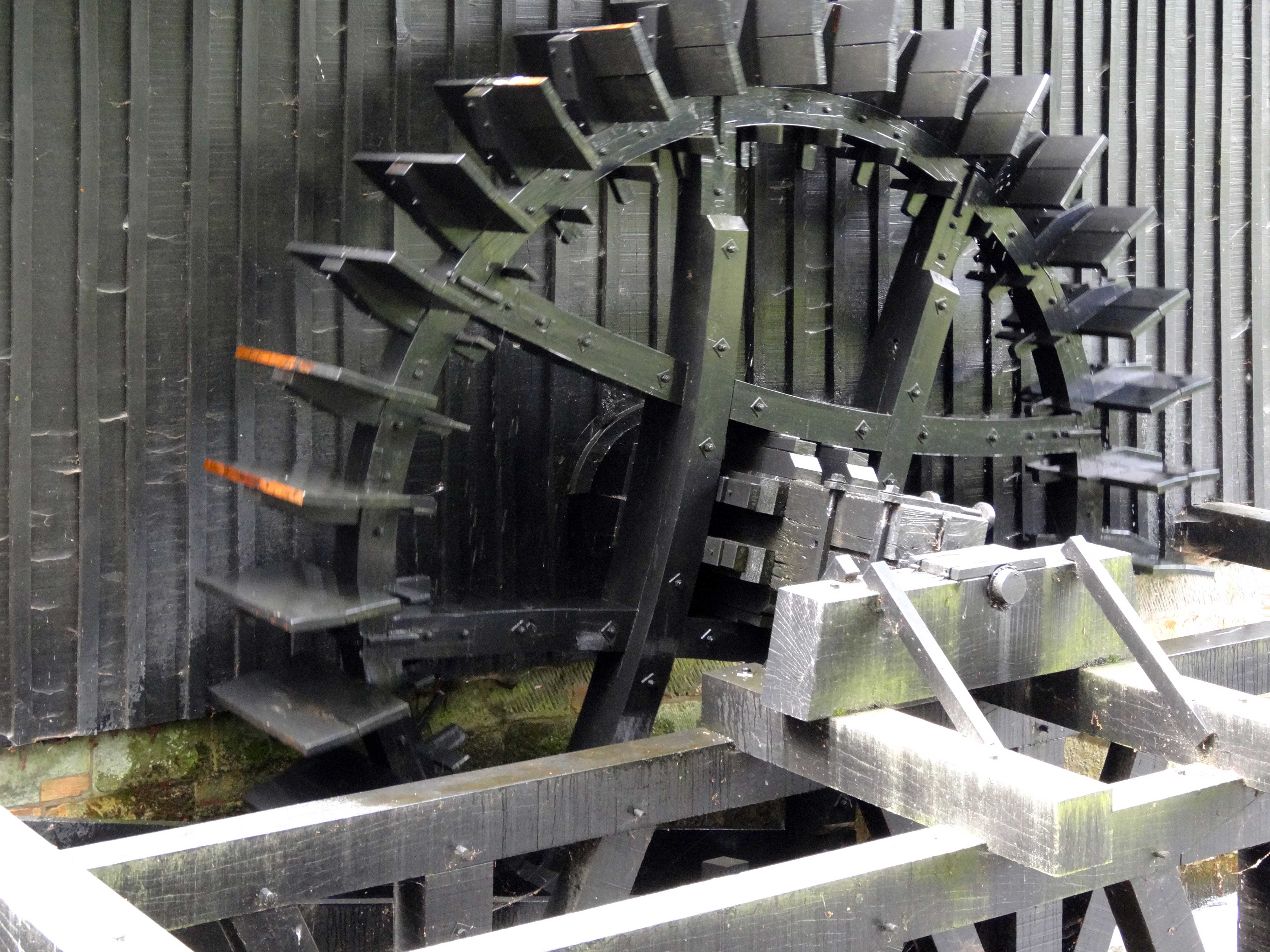
Waterrad
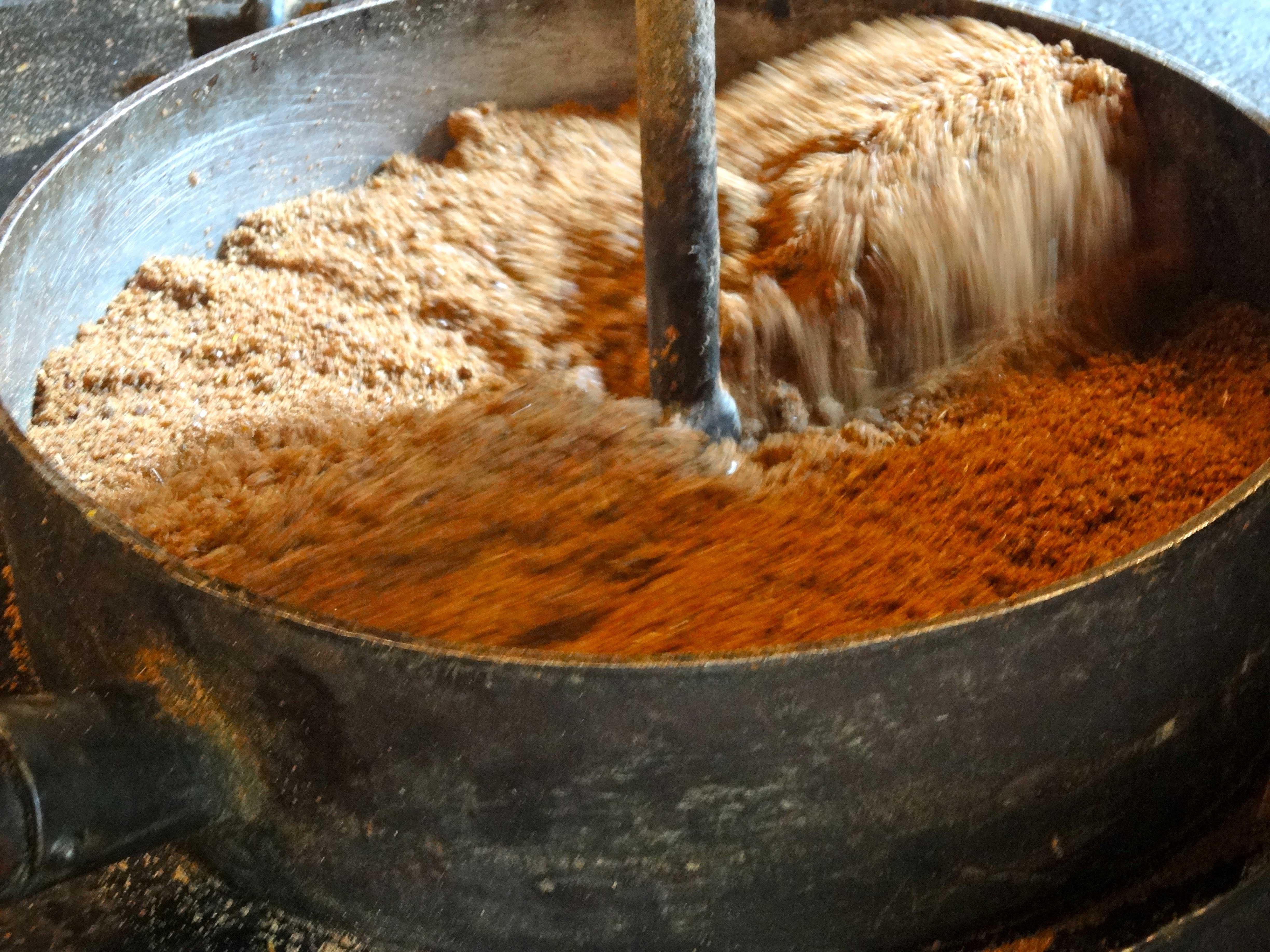
Gekneusd lijnzaad verwarmen op de vuister
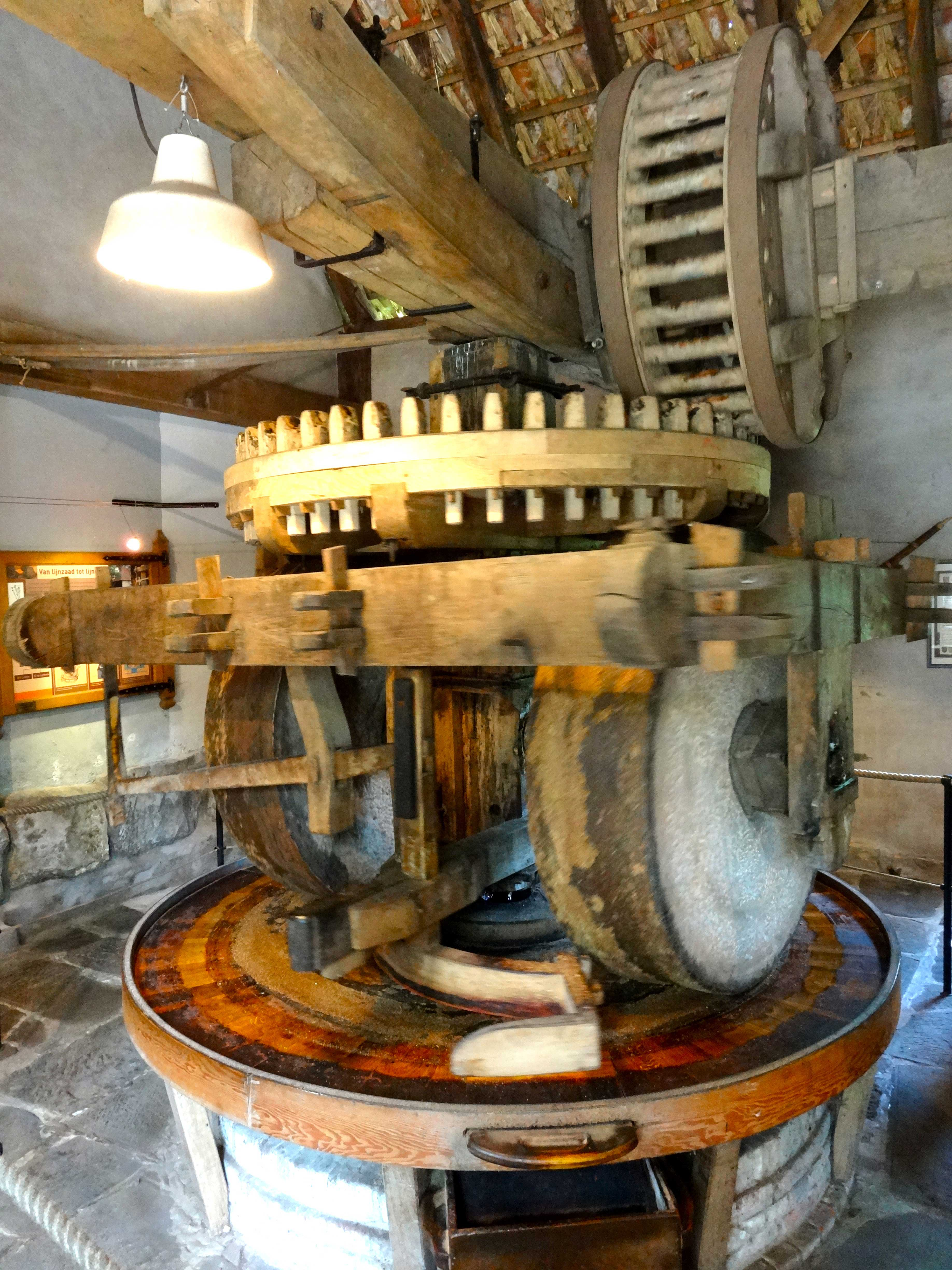
Lijnzaad kneuzen op de kollergang